# Ferran López
Ferran López Torras (Barcellona, 19 novembre 1971) è un dirigente sportivo ed ex cestista spagnolo.

## Palmarès

### Competizioni nazionali
- Campionato spagnolo: 1

Joventut Badalona: 1990-1991
- Copa del Rey: 1

Saski Baskonia: 1995
- Copa Príncipe de Asturias: 2

Fuenlabrada: 1998, 2005

### Competizioni internazionali
- Coppa Korać: 1

Joventut Badalona: 1989-90
- Coppa d'Europa: 1

Saski Baskonia: 1995-96